# رقص اتن

اتن کابلی

رقص اَتَنِ از جمله رقص‌های افغانستان است. این رقص در مراحل اول در بین قومیت پشتون ساکن افغانستان و پاکستان مروج بود. اتن ملی معمولاً طور دسته‌جمعی به وسیلهٔ جوانان مرد یا زن اجرا می‌شود. رقص اتن ملی به‌شکل مدور با شور دادن سر بدن و دست طور منظم اجرا می‌شود؛ که این حرکات انسان را به وجد میاورد.
اتن در هر منطقه، نوع و حرکات مختلف همان منطقه را دارد. انواع مختلف اتن شامل: کابلی، وردکی، لوگری، خوستی/پکتیایی، هراتی، کوچیانی/کوچی، ختکی، پشیی (با سرنی و توله) و نورستانی در افغانستان وجود دارد.

## تاریخچه
اتن در طول دوره تاریخ اشکال مختلف را بخود گرفته است. ریشه این رقص به دوره زردشت و زمانی که زردتشت دین رسمی اقوام پشتون بود می‌رسد آن‌ها دورادور آتش می‌چرخیدند و سرودهایی از اوستا را می‌خواندند که با اتن خیلی مشابهت داشت. در دوران مولانا بلخ رقص دیگری وجود داشت که امروزه به نام رقص مولوی نام‌گذاری شده است. با حملات عرب و مغول‌ها، پشتون‌ها بیشتر فرهنگ خود را از دست داده‌اند. پس از پیروزی احمد شاه درانی اتن شکلی رسمی به خود گرفت. اتن در مواقع قبل از جنگ و پس از پیروزی، در مواقع جمع‌آوری سرباز برای جنگ، عروسی و سایر محافل سرور استعمال دارد.
در افغانستان تمامی زنان افغان حق رقص اتن ملی را با زنان دارند؛ ولی در شهرهای بزرگ که نسبتاً مردم متمدن زندگی می‌نمایند. زنان و مردان قوم خویش یکجا از این رقص استفاده می‌نمایند. قبلاً در افغانستان اتن ملی توسط قومیت پشتون به خصوص پکتیا و قندهار زیاده مروج بود؛ و هم یک نوع اتن وجود داشت؛ و این رقص پس از مدت زمانی در افغانستان انکشاف نموده به چندین شاخه تبدل شد.

## انواع

معمولا اتن ختک همراه با شمشیر است.

این رقص پس از مدت زمانی در افغانستان انکشاف نموده به چندین شاخه تبدل شد. از جمله این شاخه‌ها می‌توان به شاخه‌های زیر اشاره کرد:
1. اتن لوگری
2. اتن وردکی
3. اتن هراتی
4. اتن کوچی
5. تن ختک
6. اتن نورستانی
7. اتن پنجشیری
8. اتن وزیری[۵]

- اول اتن خوستی  که با زیباترین و منظمترین رقص سر ادا می‌شود فعلاً به ۹ قسمت تقسیم شده‌اند طوریکه در با ر اول ۳ بار میدان را با دور دادن بدن و مو دور می‌زنند بعداً ۳ بار دور با یک چکچک بعداً دوقدم به عقب بعداً دو چکچک ۳بار دور میدان با شور دادن سر و بدن طرف راست و چپ ادا می‌شود. بعداً سه چکچک و دور میدان با سرعت تیز تر ادا می‌شود. در اتن خوستی دستمالهای رنگه به‌دست نیز استعمال دارد.
- دوم. اتن وردکی که با شوردادن (تکان دادن) و چرخ دادن زیاد بدن بدون چکچک (دست زدن) ادا می‌شود.
- سوم اتن لوگری با چکچک و دور خوردن‌های مکمل ادا می‌شود.
- چهارم. اتن کوچی، این اتن با بالا کردن دو دست دور خوردن با بدن شروع گردیده و سرعت ان به تدریج زیاد شده می‌رود.
- اتن وزیری نشانه از وزیرستانی‌های ساکن پاکستان و اتن ختک در میان مردم ختک پاکستان مروج است. از اتن کتوازی دیراوتی هلمند و الکوزی نام برد. پس از سال‌های۱۳۶۲ و انکشاف اهنگهای مزاری یا بابه قران در کابل اتن بنام اتن کابلی در میان زنان مروج شد و خیلی به‌سرعت توسط کابلیا ن مسکونه کابل و خارج افغانستان در سراسر کشور معمول گردید.
- اتن کابلی بدو دسته تقسیم شده است. در اول موزیک اتن ملی نواخته می‌شود زنان یا مردان با چکچک و رقص می‌چرخند پس از۲–۴دقیقه موزیک اتن ملی استاد شده موزیک تیز شروع می‌شود همه می‌نشینند یک نفر داخل میدان تنها رقص می‌نمایند که مربوط به موزیک است چقدر وفت را در بر می‌گیرد. بعداً دو باره موزیک اتن بعداً موزیک تیز می‌شود.